# Figulus leptochilus
Figulus leptochilus es una especie de coleóptero de la familia Lucanidae.

## Distribución geográfica
Habita en las islas Salomón.